# Stig Fredriksson
Stig Fredriksson (n. 6 martie 1956 în Sorsele) este un fost fundaș suedez. A jucat pentru IFK Göteborg cea mai mare parte a carierei, câștigând de două ori Cupa UEFA (1982 și 1987) și de patru ori Allsvenskan. A evoluat de 54 de ori pentru echipa națională a Suediei.